# Brassia pumila
Brassia pumila är en orkidéart som beskrevs av John Lindley. Brassia pumila ingår i släktet Brassia och familjen orkidéer. Inga underarter finns listade i Catalogue of Life.